# Lijst van rijksmonumenten in Middelharnis
De plaats Middelharnis telt 64 inschrijvingen in het rijksmonumentenregister. Hieronder een overzicht.
| Object | Oorspronkelijke functie?  | Bouwjaar                                 | Architect               | Locatie                 | Coördinaten?                 | Nr.?   | Afbeelding                                                                                                  |
| --- | ------------------------- | ---------------------------------------- | ----------------------- | ----------------------- | ---------------------------- | ------ | --- |
| L-vormig hoekpand met gepleisterde lijstgevel, verdieping en schilddak                                          | Werk-woonhuis             | midden 19e eeuw                          |                         | Kaai 1                  | 51° 45' 35" NB, 4° 9' 56" OL | 29741  | Meer afbeeldingen                                                                                           |
| Pand met gepleisterde lijstgevel en lage bovenverdieping                                                        | Woonhuis                  | midden 19e eeuw                          |                         | Kaai 3                  | 51° 45' 35" NB, 4° 9' 56" OL | 29742  | Meer afbeeldingen                                                                                           |
| Pand met twee verdiepingen en dwars zadeldak                                                                    | Woonhuis                  | derde kwart 19e eeuw (karakter)          |                         | Kaai 5                  | 51° 45' 36" NB, 4° 9' 56" OL | 29743  | Meer afbeeldingen                                                                                           |
| Onze Lieve Vrouwe ten Hemelvaart                                                                                | Erfscheiding              |                                          |                         | Langeweg 50             | 51° 45' 29" NB, 4° 9' 22" OL | 29744  | Onze Lieve Vrouwe ten Hemelvaart                                                                            |
| Vrijstaand pandje met aan voor- en achterzijde trapgevels                                                       | Woonhuis                  | 17e eeuw                                 |                         | Oostdijk 2              | 51° 45' 35" NB, 4° 9' 57" OL | 29745  | Meer afbeeldingen                                                                                           |
| 't Sluisje | Werk-woonhuis             | eerste helft 19e eeuw                    |                         | Oostdijk 14             | 51° 45' 34" NB, 4° 9' 59" OL | 29746  | Meer afbeeldingen                                                                                           |
| Hoeve Torenstee                                                                                                 | Boerderij                 | 1907                                     |                         | Potterweg 1             | 51° 44' 32" NB, 4° 12' 6" OL | 29747  | Meer afbeeldingen                                                                                           |
| Raadhuis van Middelharnis                                                                                       | Bestuursgebouw en onderdl | 1639 (gebouw) 1834-1839 (zijvleugels)    | Arent van 's-Gravesande | Raadhuisstraat 1        | 51° 45' 29" NB, 4° 9' 56" OL | 29748  | Meer afbeeldingen                                                                                           |
| Aanbouw van het raadhuis                                                                                        | Bestuursgebouw en onderdl | tweede kwart 19e eeuw                    |                         | Raadhuisstraat 3        | 51° 45' 30" NB, 4° 9' 54" OL | 29749  | Meer afbeeldingen                                                                                           |
| Nederlands Hervormde Kerk                                                                                       | Kerk en kerkonderdeel     | derde kwart 15e eeuw                     |                         | Ring 15                 | 51° 45' 28" NB, 4° 9' 55" OL | 29750  | Meer afbeeldingen                                                                                           |
| Toren der Hervormde Kerk                                                                                        | Kerk en kerkonderdeel     |                                          |                         | Ring bij 15             | 51° 45' 28" NB, 4° 9' 53" OL | 29751  | Meer afbeeldingen                                                                                           |
| Dwarshuis met pannen zadeldak tussen puntgevels en houten kroonlijst                                            | Woonhuis                  | eerste helft 19e eeuw                    |                         | Spuistraat 1            | 51° 45' 37" NB, 4° 10' 2" OL | 29752  | Meer afbeeldingen                                                                                           |
| Pakhuis met verdieping en zadeldak                                                                              | Opslag                    | tweede kwart 19e eeuw                    |                         | Spuistraat 3            | 51° 45' 37" NB, 4° 10' 2" OL | 29753  | Meer afbeeldingen                                                                                           |
| Pand met gepleisterde puntgevel, waarin zes sierankers                                                          | Woonhuis                  | 17e eeuw                                 |                         | Vingerling 11           | 51° 45' 37" NB, 4° 9' 58" OL | 29754  | Meer afbeeldingen                                                                                           |
| Pandje met gepleisterde puntgevel, waarin staafankers en een sieranker                                          | Woonhuis                  | 17e eeuw                                 |                         | Vingerling 15           | 51° 45' 37" NB, 4° 9' 59" OL | 29755  | Meer afbeeldingen                                                                                           |
| Hoekpand, gepleisterd en met gewijzigde puntgevel. Onderpui in de trant van ca. 1800 met negenruitsramen        | Woonhuis                  | 17e eeuw                                 |                         | Vingerling 17           | 51° 45' 37" NB, 4° 9' 59" OL | 29756  | Meer afbeeldingen                                                                                           |
| Tramhaven - Vingerling                                                                                          | Woonhuis                  | waarschijnlijk 18e eeuw                  |                         | Vingerling 19           | 51° 45' 38" NB, 4° 9' 59" OL | 29757  | Meer afbeeldingen                                                                                           |
| Tramhaven - Vlingerling                                                                                         | Woonhuis                  | waarschijnlijk 18e eeuw                  |                         | Vingerling 21           | 51° 45' 38" NB, 4° 9' 59" OL | 29758  | Meer afbeeldingen                                                                                           |
| Tramhaven - Vlingerling                                                                                         | Opslag                    | 18e eeuw                                 |                         | Vingerling 23           | 51° 45' 38" NB, 4° 9' 59" OL | 29759  | Meer afbeeldingen                                                                                           |
| Pandje met puntgevel onder rollaag                                                                              | Woonhuis                  | waarschijnlijk 18e eeuw                  |                         | Vingerling 25           | 51° 45' 38" NB, 4° 9' 59" OL | 29760  | Meer afbeeldingen                                                                                           |
| Pandje met puntgevel onder rollaag                                                                              | Woonhuis                  | waarschijnlijk 18e eeuw                  |                         | Vingerling 27           | 51° 45' 38" NB, 4° 9' 59" OL | 29761  | Meer afbeeldingen                                                                                           |
| Pandje met puntgevel onder rollaag                                                                              | Woonhuis                  | waarschijnlijk 18e eeuw                  |                         | Vingerling 29           | 51° 45' 39" NB, 4° 9' 59" OL | 29762  | Meer afbeeldingen                                                                                           |
| Pandje met puntgevel onder rollaag                                                                              | Woonhuis                  | waarschijnlijk 18e eeuw                  |                         | Vingerling 31           | 51° 45' 39" NB, 4° 9' 59" OL | 29763  | Meer afbeeldingen                                                                                           |
| Pandje met puntgevel onder rollaag                                                                              | Woonhuis                  | waarschijnlijk 18e eeuw                  |                         | Vingerling 33           | 51° 45' 39" NB, 4° 9' 60" OL | 29764  | Meer afbeeldingen                                                                                           |
| Pand met gepleisterde puntgevel                                                                                 | Woonhuis                  | waarschijnlijk 18e eeuw                  |                         | Vingerling 35           | 51° 45' 39" NB, 4° 9' 60" OL | 29765  | Meer afbeeldingen                                                                                           |
| Pand met gepleisterde puntgevel                                                                                 | Woonhuis                  | waarschijnlijk 18e eeuw                  |                         | Vingerling 37           | 51° 45' 39" NB, 4° 9' 60" OL | 29766  | Meer afbeeldingen                                                                                           |
| Pakhuis met puntgevel, getoogd poortje en getoogd hijsluik                                                      | Opslag                    | tweede kwart 19e eeuw                    |                         | Vingerling 39           | 51° 45' 39" NB, 4° 10' 0" OL | 29767  | Meer afbeeldingen                                                                                           |
| Pand onder zadeldak en met gepleisterde puntgevel                                                               | Woonhuis                  | 17e eeuw                                 |                         | Voorstraat 3            | 51° 45' 30" NB, 4° 9' 55" OL | 29768  | Meer afbeeldingen                                                                                           |
| Pandje met gepleisterde puntgevel                                                                               | Woonhuis                  | 18e of 19e eeuw                          |                         | Voorstraat 5            | 51° 45' 30" NB, 4° 9' 55" OL | 29769  | Meer afbeeldingen                                                                                           |
| Pand met verdieping en zolderverdieping onder afgewolfd zadeldak                                                | Woonhuis                  | waarschijnlijk 17e eeuw                  |                         | Voorstraat 9            | 51° 45' 31" NB, 4° 9' 55" OL | 29770  | Meer afbeeldingen                                                                                           |
| Pand met verdieping en schilddak                                                                                | Handel en kantoor         | 17e of 18e eeuw                          |                         | Voorstraat 15           | 51° 45' 31" NB, 4° 9' 55" OL | 29771  | Meer afbeeldingen                                                                                           |
| Pand met puntgevel onder rollaag                                                                                | Woonhuis                  | 17e of 18e eeuw                          |                         | Voorstraat 17           | 51° 45' 31" NB, 4° 9' 55" OL | 29772  | Meer afbeeldingen                                                                                           |
| Hooge Heerlijkheid: Pand met trapgevel                                                                          | Woonhuis                  | eerste helft 17e eeuw                    |                         | Voorstraat 21           | 51° 45' 32" NB, 4° 9' 55" OL | 29773  | Meer afbeeldingen                                                                                           |
| Hooge Heerlijkheid: pand met trapgevel                                                                          | Woonhuis                  | eerste helft 17e eeuw                    |                         | Voorstraat 23           | 51° 45' 32" NB, 4° 9' 55" OL | 29774  | Meer afbeeldingen                                                                                           |
| Pand met verdieping en dwars schilddak                                                                          | Woonhuis                  | 17e of 18e eeuw                          |                         | Voorstraat 31           | 51° 45' 33" NB, 4° 9' 55" OL | 29775  | Pand met verdieping en dwars schilddak                                                                      |
| Pand met gepleisterde voorgevel onder houten kroonlijst                                                         | Woonhuis                  | 17e of 18e eeuw                          |                         | Voorstraat 33           | 51° 45' 33" NB, 4° 9' 55" OL | 29776  | Meer afbeeldingen                                                                                           |
| Pand met eenvoudige lijstgevel                                                                                  | Woonhuis                  | midden 19e eeuw                          |                         | Voorstraat 35           | 51° 45' 33" NB, 4° 9' 55" OL | 29777  | Meer afbeeldingen                                                                                           |
| Pand met eenvoudige lijstgevel                                                                                  | Woonhuis                  | midden 19e eeuw                          |                         | Voorstraat 37           | 51° 45' 33" NB, 4° 9' 55" OL | 29778  | Meer afbeeldingen                                                                                           |
| Pand met gepleisterde lijstgevel                                                                                | Woonhuis                  | midden 19e eeuw                          |                         | Voorstraat 39           | 51° 45' 34" NB, 4° 9' 55" OL | 29779  | Meer afbeeldingen                                                                                           |
| Pand met gepleisterde puntgevel                                                                                 | Woonhuis                  | waarschijnlijk 18e eeuw                  |                         | Voorstraat 41           | 51° 45' 34" NB, 4° 9' 56" OL | 29780  | Meer afbeeldingen                                                                                           |
| Pand met schilddak en eenvoudige gevel onder rechte kroonlijst                                                  | Woonhuis                  | 18e eeuw                                 |                         | Voorstraat 43           | 51° 45' 34" NB, 4° 9' 56" OL | 29781  | Meer afbeeldingen                                                                                           |
| Pand met trapgevel                                                                                              | Woonhuis                  | 17e eeuw                                 |                         | Voorstraat 47           | 51° 45' 34" NB, 4° 9' 56" OL | 29782  | Meer afbeeldingen                                                                                           |
| Pand | Woonhuis                  | waarschijnlijk 18e eeuw                  |                         | Voorstraat 8            | 51° 45' 30" NB, 4° 9' 56" OL | 29783  | Meer afbeeldingen                                                                                           |
| Pand met eenvoudige lijstgevel                                                                                  | Woonhuis                  | vroeg 19e eeuw (karakter)                |                         | Voorstraat 10           | 51° 45' 31" NB, 4° 9' 56" OL | 29784  | Meer afbeeldingen                                                                                           |
| Herenhuis met verdieping en schilddak, vijf vensterassen breed                                                  | Woonhuis                  | tweede kwart 19e eeuw                    |                         | Voorstraat 12           | 51° 45' 31" NB, 4° 9' 56" OL | 29785  | Meer afbeeldingen                                                                                           |
| Pand met twee verdiepingen en dwars zadeldak                                                                    | Woonhuis                  | 18e eeuw                                 |                         | Voorstraat 16           | 51° 45' 31" NB, 4° 9' 56" OL | 29786  | Meer afbeeldingen                                                                                           |
| Pand met aan de straat een gepleisterde gevel met ingezwenkte zijkanten, hoekvoluten en een houten kroonlijst   | Woonhuis                  | 17e eeuw                                 |                         | Voorstraat 18           | 51° 45' 32" NB, 4° 9' 56" OL | 29787  | Meer afbeeldingen                                                                                           |
| Pand | Woonhuis                  | waarschijnlijk 17e eeuw                  |                         | Voorstraat 20           | 51° 45' 32" NB, 4° 9' 56" OL | 29788  | Meer afbeeldingen                                                                                           |
| Pand met eenvoudige lijstgevel                                                                                  | Woonhuis                  | midden 19e eeuw                          |                         | Voorstraat 22           | 51° 45' 32" NB, 4° 9' 57" OL | 29789  | Meer afbeeldingen                                                                                           |
| Pand onder zadeldak en met eenvoudige lijstgevel                                                                | Woonhuis                  | midden 19e eeuw                          |                         | Voorstraat 24           | 51° 45' 32" NB, 4° 9' 57" OL | 29790  | Meer afbeeldingen                                                                                           |
| Pand met eenvoudige lijstgevel en onder zadeldak                                                                | Woonhuis                  | midden 19e eeuw                          |                         | Voorstraat 26           | 51° 45' 32" NB, 4° 9' 57" OL | 29791  | Meer afbeeldingen                                                                                           |
| Pand met brede, gepleisterde gevel, met ingezwenkte zijkanten en kroonlijst                                     | Woonhuis                  | tweede kwart 19e eeuw                    |                         | Voorstraat 32           | 51° 45' 33" NB, 4° 9' 57" OL | 29792  | Meer afbeeldingen                                                                                           |
| Pand met ingezwenkte, gepleisterde gevel onder kroonlijst                                                       | Woonhuis                  | tweede kwart 19e eeuw                    |                         | Voorstraat 34           | 51° 45' 33" NB, 4° 9' 57" OL | 29793  | Meer afbeeldingen                                                                                           |
| Pand met gepleisterde gevel met ingezwenkte zijkanten en kroonlijst                                             | Woonhuis                  | 18e eeuw, gewijzigd derde kwart 19e eeuw |                         | Voorstraat 36           | 51° 45' 34" NB, 4° 9' 58" OL | 29794  | Meer afbeeldingen                                                                                           |
| Pand met schilddak en gepleisterde gevel onder rechte kroonlijst                                                | Woonhuis                  | 19e eeuw                                 |                         | Voorstraat 38           | 51° 45' 34" NB, 4° 9' 57" OL | 29795  | Meer afbeeldingen                                                                                           |
| Pand met schilddak en eenvoudige, gepleisterde gevel onder rechte lijst                                         | Woonhuis                  | eerste helft 19e eeu                     |                         | Voorstraat 40           | 51° 45' 34" NB, 4° 9' 58" OL | 29796  | Meer afbeeldingen                                                                                           |
| Hoekpand met in- en uitzwenkende topgevel, voorzien van natuurstenen hoekvoluten en een geprofileerde afdekking | Woonhuis                  | 18e eeuw                                 |                         | Voorstraat 44           | 51° 45' 34" NB, 4° 9' 58" OL | 29797  | Meer afbeeldingen                                                                                           |
| Dubbel woonhuis gelegen aan het louis bouwmeesterplein op de hoek met de Emmalaan                               | Woonhuis                  | 1929                                     |                         | Hoflaan 43              | 51° 45' 29" NB, 4° 9' 35" OL | 527253 | Meer afbeeldingen                                                                                           |
| Boerderij bestaande uit woonhuis en achtergelegen schuur, deel uitmakend van het boerderijcomplex Geerweg 6     | Boerderij                 | ca. 1850                                 |                         | Geerweg 6               | 51° 44' 12" NB, 4° 12' 1" OL | 527257 | Boerderij bestaande uit woonhuis en achtergelegen schuur, deel uitmakend van het boerderijcomplex Geerweg 6 |
| Wagenschuur | Boerderij                 | ca. 1850                                 |                         | Geerweg 6               | 51° 44' 12" NB, 4° 12' 1" OL | 527258 | Meer afbeeldingen                                                                                           |
| Bakhuis | Boerderij                 | 19e eeuw                                 |                         | Geerweg 6               | 51° 44' 12" NB, 4° 12' 1" OL | 527259 | Bakhuis |
| Schuurtje | Boerderij                 |                                          |                         | Geerweg 6               | 51° 44' 12" NB, 4° 12' 1" OL | 527260 | Schuurtje                                                                                                   |
| Vrijstaand woonhuis                                                                                             | Woonhuis                  | 1876                                     |                         | Oostelijke Achterweg 82 | 51° 45' 30" NB, 4° 9' 59" OL | 527264 | Meer afbeeldingen                                                                                           |
| Doorschuur voor uienzaad                                                                                        | Industrie                 | 1927                                     |                         | Rottenburgseweg 10      | 51° 45' 5" NB, 4° 10' 1" OL  | 527267 | Upload foto                                                                                                 |